# Bryce Jordan Center
Bryce Jordan Center é uma arena multi-uso situada em University Park, no campus da Universidade Estadual da Pensilvânia, Pensilvânia, Estados Unidos. Está associada a Arena Network, um grupo de marketing e agenda de 38 arenas.